# توم لانكستر
توم لانكستر (11 فبراير 1863 في المملكة المتحدة - 12 ديسمبر 1935 ببلاكبرن في المملكة المتحدة)  (بالإنجليزية: Tom Lancaster)‏ هو لاعب كريكت بريطاني (وحمل سابقاً جنسية المملكة المتحدة لبريطانيا العظمى وأيرلندا). لعب مع نادي مقاطعة لانكشر للكريكت ‏.